# Probles brevicornis
Probles brevicornis là một loài tò vò trong họ Ichneumonidae.